# Шлајхерова басна
Шлајхерова басна (H₂óu̯is h₁éḱu̯ōs-kʷe) је текст састављен у реконструисаној верзији праиндоевропског језика, који је објавио Август Шлајхер 1868. Шлајхер је био први научник који је написао неки текст на праиндоевропском језику. Басна се зове Avis akvāsas ka ("Овца и коњи"). Касније, разни научници су објавили ревизије Шлајхерове басне, како се идеја о томе како је праиндоевропски језик изгледао мењала са временом. Басна може послужити као илустрација значајних промена кроз које је реконструисани језик прошао током последњих 150 година научних напора.   

## Овца и коњи

### Шлајхер (1868)
Avis akvāsas ka. 
 Avis, jasmin varnā na ā ast, dadarka akvams, tam, vāgham garum vaghantam, tam, bhāram magham, tam, manum āku bharantam. Avis akvabhjams ā vavakat: kard aghnutai mai vidanti manum akvams agantam. 
Akvāsas ā vavakant: krudhi avai, kard aghnutai vividvant-svas: manus patis varnām avisāms karnauti svabhjam gharmam vastram avibhjams ka varnā na asti.

Tat kukruvants avis agram ā bhugat.

#### Шлајхеров превод на немачки
[Das] schaf und [die] rosse.
 [Ein] schaf, [auf] welchem wolle nicht war (ein geschorenes schaf) sah rosse, das [einen] schweren wagen fahrend, das [eine] große last, das [einen] menschen schnell tragend. [Das] schaf sprach [zu den] rossen: [Das] herz wird beengt [in] mir (es tut mir herzlich leid), sehend [den] menschen [die] rosse treibend. [Die] rosse sprachen: Höre schaf, [das] herz wird beengt [in den] gesehen-habenden (es tut uns herzlich leid, da wir wissen): [der] mensch, [der] herr macht [die] wolle [der] schafe [zu einem] warmen kleide [für] sich und [den] schafen ist nicht wolle (die schafe aber haben keine wolle mehr, sie werden geschoren; es geht ihnen noch schlechter als den rossen). Dies gehört-habend bog (entwich) [das] schaf [auf das] feld (es machte sich aus dem staube). 

### Превод на српски
Овца и коњи 
 Овца, у које вуне не јесте, гледаше коње, тог, како вуче вагон тежак, тог, који бреме велико носи, тог, који човека брзо носи. Овца коњима рече: срце боли моје кад видим човека како коње гони. Коњи рекоше: Слушај, овцо, срца боле наша кад видимо ово: човек прави од вуне овчије себи топлу одећу, а овца је та у које вуне не јесте. Тад побеже овца у поље. 

### Хирт (1939)
Owis ek’wōses-kʷe
Owis, jesmin wьlənā ne ēst, dedork’e ek’wons, tom, woghom gʷьrum weghontm̥, tom, bhorom megam, tom, gh’ьmonm̥ ōk’u bherontm̥. Owis ek’womos ewьwekʷet: k’ērd aghnutai moi widontei gh’ьmonm̥ ek’wons ag’ontm̥. Ek’wōses ewьwekʷont: kl’udhi, owei!, k’ērd aghnutai vidontmos: gh’ьmo, potis, wьlənām owjôm kʷr̥neuti sebhoi ghʷermom westrom; owimos-kʷe wьlənā ne esti. Tod k’ek’ruwos owis ag’rom ebhuget.

### Лехман и Згуста (1979)
Owis eḱwōskʷe
Gʷərēi owis, kʷesjo wl̥hnā ne ēst, eḱwōns espeḱet, oinom ghe gʷr̥um woǵhom weǵhontm̥, oinomkʷe meǵam bhorom, oinomkʷe ǵhm̥enm̥ ōḱu bherontm̥. Owis nu eḱwobh(j)os (eḱwomos) ewewkʷet: "Ḱēr aghnutoi moi eḱwōns aǵontm̥ nerm̥ widn̥tei". Eḱwōs tu ewewkʷont: "Ḱludhi, owei, ḱēr ghe aghnutoi n̥smei widn̥tbh(j)os (widn̥tmos): nēr, potis, owiōm r̥ wl̥hnām sebhi gʷhermom westrom kʷrn̥euti. Neǵhi owiōm wl̥hnā esti". Tod ḱeḱluwōs owis aǵrom ebhuget.

### Данка (1986)
Owis ek’woi kʷe
Owis, jesmin wl̥nā ne ēst, dedork’e ek’wons woghom gʷr̥um weghontn̥s - bhorom meg'əm, monum ōk’u bherontn̥s. Owis ek’wobhos eweukʷet: K’erd aghnutai moi widn̥tei g’hm̥onm̥ ek’wons ag’ontm̥. Ek’woi eweukʷont: K’ludhi, owi, k’erd aghnutai dedr̥k'usbhos: monus potis wl̥nām owiōm temneti: sebhei ghʷermom westrom - owibhos kʷe wl̥nā ne esti. Tod k’ek’luwōs owis ag’rom ebhuget.

### Адамс (1997)
H₂óu̯is h₁ék̂u̯ōs-kʷe
[Gʷr̥hₓḗi] h₂óu̯is, kʷési̯o u̯lh₂néh₄ ne (h₁é) est, h₁ék̂u̯ons spék̂et, h₁oinom ghe gʷr̥hₓúm u̯óĝhom u̯éĝhontm̥ h₁oinom-kʷe méĝhₐm bhórom, h₁oinom-kʷe ĝhménm̥ hₓṓk̂u bhérontm̥. h₂óu̯is tu h₁ek̂u̯oibh(i̯)os u̯eukʷét: 'k̂ḗr hₐeghnutór moi h₁ék̂u̯ons hₐéĝontm̥ hₐnérm̥ u̯idn̥téi. h₁ék̂u̯ōs tu u̯eukʷónt: 'k̂ludhí, h₂óu̯ei, k̂ḗr ghe hₐeghnutór n̥sméi u̯idn̥tbh(i̯)ós. hₐnḗr, pótis, h₂éu̯i̯om r̥ u̯l̥h₂néhₐm sebhi kʷr̥néuti nu gʷhérmom u̯éstrom néĝhi h₂éu̯i̯om u̯l̥h₂néhₐ h₁ésti.' Tód k̂ek̂luu̯ṓs h₂óu̯is hₐéĝrom bhugét.

### Лир (2008)
h₂ówis h₁ék’wōskʷe
h₂ówis, (H)jésmin h₂wlh₂néh₂ ne éh₁est, dedork’e (h₁)ék’wons, tóm, wóg’ʰom gʷérh₂um wég’ʰontm, tóm, bʰórom még’oh₂m, tóm, dʰg’ʰémonm h₂oHk’ú bʰérontm. h₂ówis (h₁)ék’wobʰos ewewkʷe(t): k’ḗrd h₂gʰnutoj moj widntéj dʰg’ʰmónm (h₁)ék’wons h₂ég’ontm. (h₁)ék’wōs ewewkʷ: k’ludʰí, h₂ówi! k’ḗrd h₂gʰnutoj widntbʰós: dʰg’ʰémō(n), pótis, h₂wlnéh₂m h₂ówjom kʷnewti sébʰoj gʷʰérmom wéstrom; h₂éwibʰoskʷe h₂wlh₂néh₂ né h₁esti. Tód k’ek’luwṓs h₂ówis h₂ég’rom ebʰuge(t).

### Војлс и Барак (2009)
Owis eḱwōs kʷe
Owis, jāi wl̥nā ne eest, dedorḱe eḱwons, tom woǵʰom gʷr̥um weǵʰontm̥, tom bʰorom meǵm̥, tom ǵʰm̥onm̥ ōku bʰerontm̥. Owis eḱwobʰjos eweket: “Ḱerd angʰetai moi widontei ǵʰm̥onm̥ eḱwons aǵontm̥”. Eḱwos wewekur: “Ḱludʰe, owei! Ḱerd angʰetai widontbʰjos: ǵʰm̥on, potis, wl̥nam owijōm kʷr̥neti soi gʷʰermom westrom; owibʰjos kʷe wl̥nā ne esti”. Tod ḱeḱlōts owis aǵrom ebʰuget.

### Мелхерт (2009, прерађена 2014)
H₂ówis (h₁)ék̂wōs-kʷe
h₂áwej h₁josméj h₂wl̥h₁náh₂ né h₁ést, só h₁ék̂woms derk̂t. só gʷr̥hₓúm wóĝhom wéĝhet; só méĝh₂m̥ bhórom; só (dh)gĥémonm̥ h₂ṓk̂u bhéret. h₂ówis h₁ék̂wojbh(j)os wéwk(ʷ)et: (dh)ĝhémonm̥ spék̂joh₂ h₁ék̂woms h₁jós h₂áĝeti, k̂ḗr moj aghnutór. h₁ék̂wōs tu wéwkʷont: k̂ludhí, h₂owei! tód spék̂jomes/n, n̥sméi aghnutór k̂ḗr: (dh)ĝhémō pótis sē h₂áwjōm h₂wl̥h₁nā́h₁ gʷhérmom wéstrom (h₁)wébht, h₂áwibh(j)os tu h₂wl̥h₁náh₂ né h₁ésti. tód k̂ek̂luwṓs h₂ówis h₂aĝróm bhugét.

### Кортланд (2007, прерађена 2010)
ʕʷeuis ʔiḱ:ueskʷ:e
ʕʷeuis i ʕueli nēʔst ʔeḱ:ums uēit:, t:o kʷ’rʕeum uoḱom uḱent:m, t:o mḱ’eʕm porom, t:o tḱmenm ʔoʔḱ:u prent:m. uēuk:t ʕʷeuis ʔiḱ:uos, ʕetḱo ʔme ḱ:ērt ʕnerm uit’ent:i ʔeḱ:ums ʕḱ’ent:m. ueuk:nt: ʔiḱ:ues, ḱ:luti ʕʷue, ʕetḱo nsme ḱ:ērt: uit’ent:i, ʕnēr p:ot:is ʕʷuiom ʕueli sue kʷermom uesti kʷ:rneut:i, ʕʷuēi kʷ:e ʕueli neʔsti. t:o ḱ:eḱ:luus ʕʷeuis pleʕnom pēuk’t.
After the separation of Anatolian and Tocharian:
ʕʷeuis ioi ʕulʔneʕ nēʔs ʔeḱuns ʔe uēi’d, tom ’gʷrʕeum uoǵom ueǵontm, tom m’ǵeʕm borom, tom dǵmenm ʔoʔḱu berontm. ʔe uēuk ʕʷeuis ʔeḱumus, ʕedǵo ʔmoi ḱēr’d ʕnerm ui’denti ʔeḱuns ʕe’ǵontm. ʔe ueukn’d ʔiḱues, ḱludi ʕʷuei, ʕedǵo nsmi ḱēr’d ui’denti, ʕnēr potis ʕʷuiom ʕulʔneʕm subi gʷermom uesti kʷrneuti, ʕʷuimus kʷe ʕulʔneʕ neʔsti. to’d ḱeḱluus ʕʷeuis pleʕnom bēu’g.

### Бирд (2013)
H₂óu̯is h₁éḱu̯ōs-kʷe
h₂áu̯ei̯ h₁i̯osméi̯ h₂u̯l̥h₁náh₂ né h₁ést, só h₁éḱu̯oms derḱt. só gʷr̥hₓúm u̯óǵʰom u̯eǵʰed; só méǵh₂m̥ bʰórom; só dʰǵʰémonm̥ h₂ṓḱu bʰered. h₂óu̯is h₁ékʷoi̯bʰi̯os u̯eu̯ked: “dʰǵʰémonm̥ spéḱi̯oh₂ h₁éḱu̯oms-kʷe h₂áǵeti, ḱḗr moi̯ agʰnutor”. h₁éḱu̯ōs tu u̯eu̯kond: “ḱludʰí, h₂ou̯ei̯! tód spéḱi̯omes, n̥sméi̯ agʰnutór ḱḗr: dʰǵʰémō, pótis, sē h₂áu̯i̯es h₂u̯l̥h₁náh₂ gʷʰérmom u̯éstrom u̯ept, h₂áu̯ibʰi̯os tu h₂u̯l̥h₁náh₂ né h₁esti. tód ḱeḱluu̯ṓs h₂óu̯is h₂aǵróm bʰuged.

## Значајне разлике
Неке разлике између текстова само су различите правописне конвенције: на пример, w и u̯ су само различити начини за означавање истог звука, консонантног у . Међутим, многе друге разлике узроковане су веома различитим погледима на фонологију и морфологију праиндоевропског језика. 